# Caenogastropoda
Caenogastropoda (trong tiếng Hy Lạp cổ caeno- nghĩa là "gần đây") là một nhánh phân loại học rất đa dạng bao gồm phần lớn các loài ốc biển và các loài động vật thân mềm hai mảnh vỏ khác, nhưng cũng bao gồm một vài loài ốc nước ngọt và ốc trên cạn.